# Radio Massacre International
Radio Massacre International (kurz: R.M.I) ist ein Musiker-Trio aus England. Die Band besteht aus Steve Dinsdale (Keyboards, Schlagzeug), Gary Houghton (Gitarre, Synth) und Duncan Goddard (Keyboards, Bass). Die Musik orientiert sich stark am Stil von Tangerine Dream aus den frühen 1970er Jahren und ist somit größtenteils improvisiert. Es wurde immer wieder versucht, die Musik in eine „Schublade“ zu stecken, die Band bevorzugt selbst den Begriff „organische“ Musik.

## Name
Der ungewöhnliche Name der Band stammt aus den frühen 1980er Jahren, als Steve und Duncan mit Klängen experimentierten. Sie entdeckten, dass es möglich war, eine Gitarre an ihr Radio anzuschließen, und damit ungewöhnlichen Lärm zu erzeugen. Der Name „radio massacre“ war geboren; das „international“ wurde nur hinzugefügt, weil es so besser klang. Der Name hat somit keine tiefer gehende Bedeutung.

## Geschichte
Die Geschichte der Band reicht zurück in die 80er Jahre, als Steve und Duncan gemeinsam auf der Schule waren. Zusammen mit Gary gründeten sie die Band „DAS“ und nahmen zwölf Alben auf, von denen jedoch nie eines veröffentlicht wurde.
Steve, der von Hause aus Schlagzeuger ist, spielte nach seinem Umzug 1988 nach London in verschiedenen „Szene“-Bands, während Duncan begann, Synthesizer zu „sammeln“, und erste Solo-Projekte aufzunehmen. Als er schließlich Räumlichkeiten für sich und Steve, der inzwischen vom Musik-Business restlos desillusioniert war, entdeckte, in denen sie gemeinsam arbeiten konnten, nahmen sie im Jahre 1993 die erste gemeinsame Session auf, die später als Album „Startide“ veröffentlicht werden sollte. Gary stieß im Jahre 1994 mit seiner Gitarre hinzu, und die Band in ihrer heutigen Form war entstanden.
Erste offizielle Veröffentlichung war die Doppel-CD „Frozen North“ im Jahre 1995. Im gleichen Jahr hatten sie ihren ersten Auftritt auf dem Emma-Festival in Sheffield. 1996 erschien die CD "Republic".
1996 waren sie Gäste der Sendung „MTV Party Zone“. Sie schafften es als erste und einzige Band in dieser Sendung, einen etwa 20-minütigen Live-Auftritt ohne einen einzigen erkennbaren Beat abzuliefern.
Kurz nach diesem legendären Auftritt waren sie die ersten elektronischen Musiker, die am Jodrell Bank Observatorium spielen durften, im Schatten der riesigen Parabolantenne.
1997 spielten sie auf dem bekannten (inzwischen aber eingestellten) KLEMdag Festival in Nijmegen in den Niederlanden vor ihrer bisher größten Zuschauerzahl.
Das Jahr 2000 brachte einen Auftritt auf dem Alfa Centauri Festival in den Niederlanden, und einen weiteren Besuch am Jodrell Bank Observatorium. Die Musik der Band diente außerdem als Untermalung in der BBC-Sendung „Don’t Look Down“ über das über 100 m große Radioteleskop.
Beim ersten Hampshire Jam Festival für elektronische Musik spielten RMI zusammen mit anderen Künstlern des Genres wie Air Sculpture, Free System Project und Paul Nagle.
Im November 2002 startete die Band zu ihrer ersten USA-Tour. Neben Auftritten beim Progwest Festival in LA und in der St Mary’s Church in Philadelphia spielten sie auch zwei Mal live im Radio auf den Stationen KXLU in LA und WXPN in Philadelphia. Im gleichen Jahr folgte ein Auftritt auf dem E-Live Festival in Eindhoven, Niederlande.
Anfang 2004 spielten sie dann ein Konzert in Tapiola, Finnland, dessen Musik auf dem Album „Walking on the Sea“ zu hören ist. Der Titel der CD bezieht sich auf das zugefrorene Meer, über das man die Konzerthalle erreichen konnte.
Seit 2003 spielt die Band regelmäßig Konzerte im Rahmen der Konzertreihe im National Space Centre in Leicester, England.
Im Dezember 2006 veröffentlichte die Band die 6-CD-Box Lost in Space mit bisher unveröffentlichtem Material aus den Jahren 1987–2003.

## Diskografie
Die Band hat mittlerweile über 25 Alben veröffentlicht, darunter auch eine ganze Reihe Privatveröffentlichungen. Die Jahresangaben beziehen sich auf das Datum der Aufnahme, so dass einige Privatveröffentlichungen vor der ersten offiziellen Doppel-CD „Frozen North“ datieren.
- Startide (1993)
- God of Electricity (1994)
- Diabolica (1994)
- Frozen North (1995)
- Republic (1996)
- Organ Harvest (1997)
- Knutsford in May (1997)
- Burned & Frozen (1997)
- A Bridge Too Far (1997)
- Been There Done That (1997)
- Gulf (1998)
- Borrowed Atoms (1998)
- Live at the October Gallery (1998) – ltd. edition nur für Besucher des Konzertes
- Bothered Atoms (1999)
- Maelstrom (1999)
- Upstairs Downstairs (2000)
- Zabriskie Point (2000)
- Planets in the Wires (2001)
- Greenhousing (2003)
- Solid States (2003)
- E-Live 2003 (2003)
- People would really like Space Rock if they would only give it a try (2004)
- Walking on the Sea (2004)
- Hog Wild (2004)
- Emissaries (2005)
- Septentrional (2006)
- Lost in Space (2006) 6-CD-Box-Set
- Rain Falls in Grey (2007)
- Blacker (2007)
- Time & Motion (2010)
- City 21 (2011)
- The Road to Zabriskie Point (2015)
- Galactic Furnace (2024)

### RMI auf Kompilationen
- Is there anybody out there? (1998) Song: Pyramid
- Hampshire Jam Preserved (2001) Songs: Pipe / Everybody Say Yeah / Roxette lost in Liphook